# Isaac Florentine
Isaac Florentine (héberül: יצחק פלורנטין; 1958. július 28.–) izraeli filmrendező. Leginkább a harcművészeti és akciófilmes műfajú filmjeiről ismert, nevezetesen a Vitathatatlan 2. (2006), a Vitathatatlan 3. (2010), a Nindzsa (2009), a Ninja 2. – A harcos bosszúja (2013) és a Halálos kartell (2015) című filmekről, valamint Scott Adkins brit színész karrierjének elindításáról.

## Élete és pályafutása
Florentine gyermekkorában rendszeresen látogatta a helyi mozikat Izraelben, és legnagyobb példaképeként és későbbi filmes hatásaiként Sergio Leone-t és Bruce Lee-t említette. Gyermekkora óta foglalkozik harcművészetekkel is, judót és karatét tanult a Kjokusin karate, Sitó-rjú karate és a Gódzsú-rjú karate stílusokból. 1978-ban kezdett karatét tanítani, majd 1979-ben megnyitotta saját iskoláját, ahol a mai napig is rendszeresen edz. Nagy lépésként a fiatal brit színészt, Scott Adkinst választotta több filmes munkájához.
A rajongói által évek óta imádott Isaac Florentine kiváló hírnevet szerzett a filmszakmában. A következő nagy lépésként a fiatal brit színészt, Scott Adkinst szerezte meg a Special Forces (2003) mellékszerepére, miután megkapta a demószalagját, és ez volt az első a sok együttműködés közül, beleértve a produceri, rendezői és még a másodrendezői munkát is, ami elindította Adkins karrierjét. Isaac először az akciófilmek rajongóit vonzotta, majd a New Line által kiadott Vitathatatlan 2. című filmjével bekerült a nagyközösségbe. A film nemcsak az úttörő harcjelenetei, hanem összetettsége és drámaisága miatt is elragadó kritikákat kapott. A film anyagilag is sikeres volt, és 2007 februárjában a DVD-kölcsönzőknél a "nem mozis" kategóriában az első helyen végzett. Az "Impact Magazine", a világ vezető, az akció/harcművészeti filmekkel foglalkozó lapja "a műfaj egyik legtehetségesebb rendezőjeként" üdvözölte Isaacot. Több mint tíz játékfilmmel és több mint százhúsz televíziós epizóddal a háta mögött bebizonyította, hogy képes vezető szerepet vállalni a forgatáson, miközben a projektet saját, egyedi művészi érzékkel látja el. Isaac Izraelben született holokauszt-túlélő szülők gyermekeként, gyakran járt moziba. Amikor megnézte A Jó, a Rossz és a Csúf című filmet, azonnal magával ragadta Leone mesteri operettstílusa. Attól a naptól kezdve Isaac függő volt. Tisztában volt vele, hogy filmrendező akar lenni.
Középiskolás korában Isaac három filmet forgatott apja szuper 8 mm-es kamerájával. A középiskola elvégzése után teljesítette a kötelező hároméves katonai szolgálatot, majd a Tel-Aviv-i Egyetemre ment, hogy film- és televíziós diplomát szerezzen. Isaac első filmje Jacques Prevere "Dejeuner Du Matin" című regényének adaptációja volt. Diplomamunkája a "Farewell, Terminator" című rövidfilm volt, amely elkápráztatta a kritikusokat látványával, és elnyerte a Mograbee Filmfesztivál fődíját. Ezen kívül a film elnyerte a legjobb rendezés, vágás, operatőri munka, jelmez, díszlettervezés és zene díját, valamint kiválasztották, hogy képviselje Izraelt az 1988-as Oscar-díjkiosztón a rövid külföldi diákfilmek kategóriájában.
A következő évben Isaac úgy döntött, hogy az Amerikai Egyesült Államokba költözik, hogy folytassa filmes karrierjét. Ez nem csak neki és feleségének, Barbarának jelentett nagy lépést, de Isaacnak fel kellett adnia rendkívül sikeres karateiskoláját is (13 éves kora óta harcművészetekkel foglalkozott, és ekkor már az ország egyik legjobb oktatójának tartották). Isaac az amerikai filmiparban dolgozott harci koreográfusként és másodrendezőként. Két és fél évvel később rendezte első nagyjátékfilmjét, a Sivatagi sólyom című filmet. A hektikus tizenhat napos menetrend és a rendkívül alacsony költségvetés ellenére Isaac ihletett rendezése annyira lenyűgöző volt, hogy az HBO azonnal megvásárolta a filmet. Azóta folyamatosan dolgozik rendezőként filmes és televíziós területeken, és továbbra is lenyűgözi az embereket kreatív vizuális stílusával. Az Egyesült Államokban eltöltött hálás évek után, beleértve a Barbarától született négy gyermeket is, Isaac mosolyogva tekinthet vissza. De ez még nem jelenti azt, hogy készen áll a pihenésre. Isaac filmkészítés iránti szenvedélye nem ismer határokat, és lelkesen várja a még nagyobb filmes kihívásokat a jövőben.

## Filmrendezései
- 2020: Kényszerpályán
- 2017: Néma bosszú
- 2015: Halálos kartell
- 2013: Ninja 2. – A harcos bosszúja
- 2012: Keleti igazságosztó
- 2010: Vitathatatlan 3. (Video)
- 2009: Nindzsa
- 2008: A törvény erejével (Video)
- 2006: Vitathatatlan 2. (Video)
- 2005: Csatatér: A hadviselés művészete (TV sorozat; 1 epizód)
- 2004: Max Havoc és a sárkány átka (társrendező - végső jelenet)
- 2003: Kemény fickók
- 2003: The Life and Legend of Bob Wall (dokumentumfilm)
- 2001: Power Rangers Time Force - Quantum Ranger: Clash for Control
- 2001: Power Rangers Time Force (TV sorozat; 5 epizód)
- 2001: U.S. Seals II
- 2000: Power Rangers Lightspeed Rescue (TV sorozat; 4 epizód)
- 1999: Sárkányok harca
- 1999: Hideg aratás
- 1998: Power Rangers in Space (TV sorozat; 1 epizód)
- 1997: Feszültségben
- 1995-1997: WMAC Masters (TV sorozat; 26 epizód)
- 1996: Power Rangers Zeo (TV sorozat; 9 epizód)
- 1996: Power Rangers Zeo: Zeo Quest
- 1996: Mighty Morphin Power Rangers (TV sorozat; 2 epizód)
- 1994-1995: Tattooed Teenage Alien Fighters from Beverly Hills (TV sorozat; 4 epizód)
- 1995: Savate – Vadnyugati pankrátorok
- 1992: Sivatagi sólyom
- 1987: Shalom La-Mechassel (rövidfilm)

## Díjak
| Év   | Jelölt film      | Díj                                     | Kategória           | Eredmény  |
| ---- | ---------------- | --------------------------------------- | ------------------- | --------- |
| 2010 | Vitathatatlan 3. | ActionFest                              | Legjobb filmrendező | Megnyerte |
| 2010 | Vitathatatlan 3. | Action on Film Nemzetközi Filmfesztivál | Legjobb filmrendező | Jelölve   |